# Bena (Enveig)
Bena és un vilatge de la comuna d'Enveig, de l'Alta Cerdanya, a la Catalunya del Nord.
És situat a 1.600 m d'altitud, al nord-oest del terç meridional del terme d'Enveig, en un coster sud-oriental del Pic de Bena (1.775 m., contrafort meridional del Carlit), a la dreta del riu de Bena (tributari del riu de Brangolí per la dreta). Juntament amb Brangolí i Feners formava la Muntanya d'Enveig.
A Bena es conserven alguns noms populars de cases, com Ca l'Arrendador, Cal Duc i Ca l'Eugeni.
El Coll de Bena comunica el sector oriental de la Solana de la Cerdanya amb la vall de Querol.

## Restes prehistòriques i medievals
L'Abric del Pic de Bena és una petita balma, ubicada a la part occidental del capdamunt del pic (per tant, dins del terme de la Tor de Querol), amb restes materials que van des de l'edat del bronze a la romanització. Va ser excavat per Pere Campmajó el 1974.
El Castell de Bena (o Oppidum de Bena) és en un petit turó, al peu dels pics de Bena i Pedrós, d'uns 500 m². Es tracta d'un assentament medieval ubicat entre les dues carreteres que menen a Bena i al Mas Francó. amb domini visual sobre els llocs de Bena. Brangolí i Feners.